# Pelliceira
Pelliceira es una parroquia española del concejo asturiano de Ibias y un lugar de dicha parroquia.
La parroquia alberga una población de 6 habitantes (INE 2014) y ocupa una extensión de 18,54 km².
El lugar de Pelliceira está situado a una altitud de 950 m y a una distancia de 15 km de San Antolín de Ibias, la capital del concejo.

## Arte
- Iglesia Parroquial

## Fiestas y Ferias
- San Bernardino, 20 de mayo.

## Poblaciones
Según el nomenclátor de 2012 la parroquia de Pelliceira comprende las poblaciones de:
- Arandojo (aldea): 1 habitante
- Pelliceira (lugar): 5 habitantes

## Galería de fotos

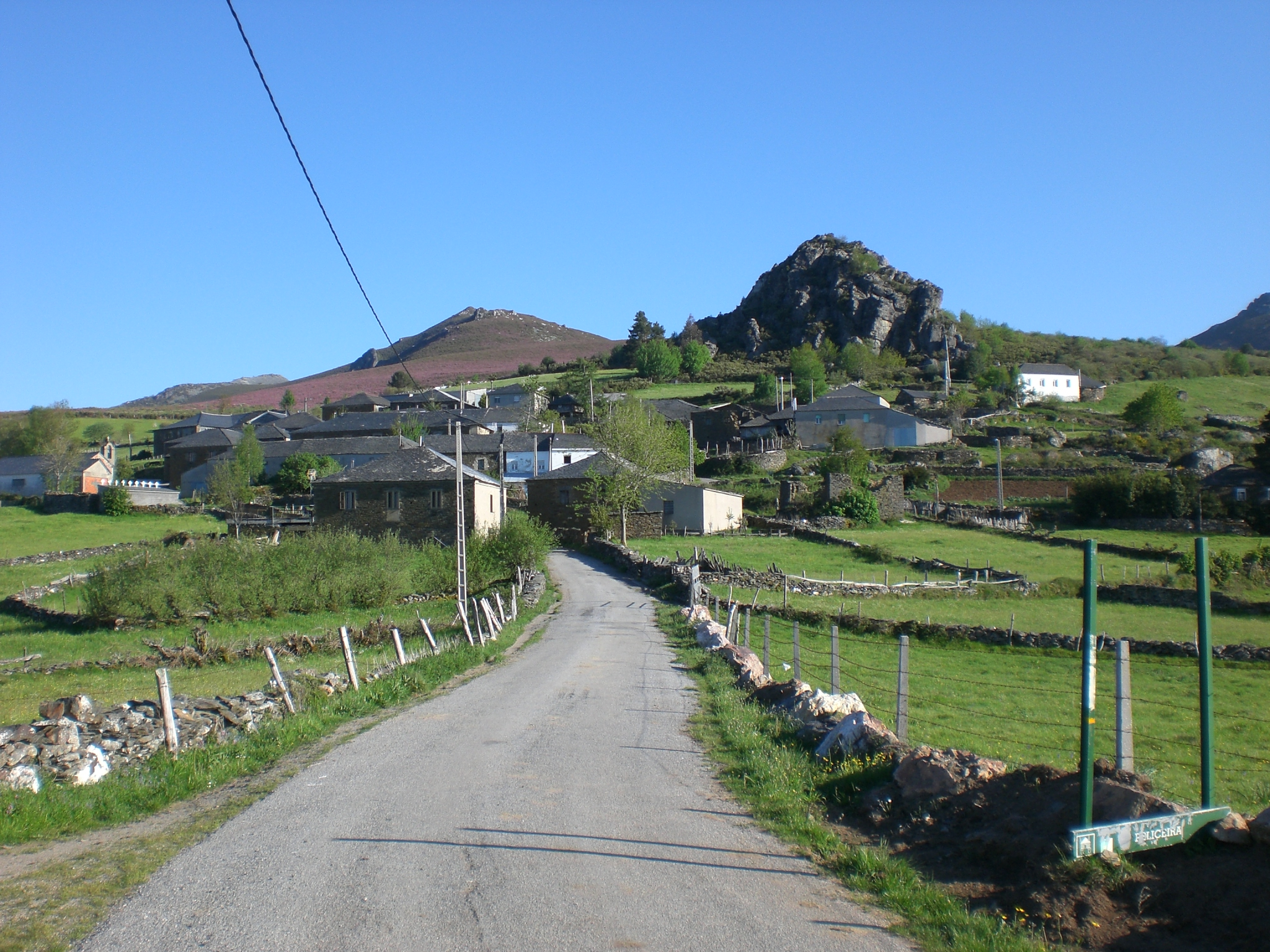
Pelliceira